# 弦楽三重奏曲 (ドヴォルザーク)
弦楽三重奏曲（Terzetto） ハ長調 作品74 B.148は、アントニン・ドヴォルザークが1887年に作曲して同年に出版された弦楽三重奏曲。

## 概要
ドヴォルザークは1887年1月にわずか数日で本作を書き上げた。2つのヴァイオリンとヴィオラという編成は変則的であるが、これはヨセフ・クルイスとヤン・ペリカーンのヴァイオリン、そして作曲者自身のヴィオラによる演奏が念頭にあったことによるものである。ヨセフ・クルイスはドヴォルザークの一家が住む家に部屋を借りている化学科の学生であり、国民劇場管弦楽団の団員だったヤン・ペリカーンからヴァイオリンを習っていた。
本作はヨセフ・クルイスにとって難しすぎることが判明したため、ドヴォルザークはより簡単な作品を作曲することした。この曲は今日『ミニチュアール』作品75 B.149 として知られている。さらに彼は同じ曲にヴァイオリンとピアノのための編曲を施しており、『ロマンティックな小品』と題される楽曲となった。
公開初演は1887年3月30日にプラハにおいて、カレル・オンドジーチェク（フランティシェク・オンドジーチェクの兄弟）とJan Buchal、Jaroslav Šťastnýによって行われた。同年にはジムロックから楽譜が出版されている。

## 楽曲構成
全4楽章で構成される。演奏時間は約19分。

### 第1楽章
INTRODUZIONE: Allegro ma non troppo 4/4拍子 ハ長調
三部形式。抒情的な開始主題により幕を開ける（譜例1）。
譜例1
中間部は力強く速い動きによるものであるが（譜例2）、これは先に現れていた素材に基づいている。
譜例2
その後に譜例1が回帰して楽章はまとめられていく。第1楽章は導入部となっており、アタッカで休みを置かずに次の楽章へ接続される。

### 第2楽章
Larghetto 6/8拍子 ホ長調
三部形式。ドルチェ・モルト・エスプレッシーヴォ（柔らかく、とても表情豊かに）と指示された主題が奏される（譜例3）。
譜例3
中間部は対照的に興奮した表情を見せ、付点のリズムに支配される（譜例4）。
譜例4

### 第3楽章
Scherzo: Vivace 3/4拍子 イ短調
スケルツォ。ドヴォルザーク作品にしばしば用いられる一種のクロスリズムが用いられている。第2ヴァイオリンが譜例5の主題を提示する。
譜例5
トリオではイ長調に転じてクロスリズムから離れ、ポコ・メノ・モッソ（それまでより少し遅く）となって新しい旋律が歌われる（譜例6）。
譜例6

### 第4楽章
Tema con variazioni: Poco adagio 2/4拍子 ハ長調
主題と変奏。主題の後に10の短い変奏が続く。ハ長調で記譜されているが、奏でられる音楽はハ長調へと解決するハ短調である。譜例7の主題が提示される。
譜例7
変奏が進む中でポコ・アダージョに始まったテンポは幾度か変更されていく。各変奏は各々に特徴的なリズムと音量で彩られている。モルト・アレグロとなった最後の2つの変奏が簡素で急速なリズムによって全曲に幕を下ろす。